# Woodbourne-Hyde Park
Woodbourne-Hyde Park è un census-designated place (CDP) e comunità non incorporata degli Stati Uniti d'America, situato nello stato dell'Ohio, nella contea di Montgomery.